# Verband Deutscher Alten- und Behindertenhilfe
Der Verband Deutscher Alten- und Behindertenhilfe e. V. (VDAB) ist ein bundesweiter Trägerverband für private Pflegeunternehmen. Er vertritt die Interessen von über 1.800 Mitgliedsunternehmen der ambulanten und stationären Alten- und Behindertenhilfe. Der VDAB ist auf Bundes- und Landesebene als Leistungserbringerverband Teil der Pflege-Selbstverwaltung und ist seit über 30 Jahren aktiv.
Der VDAB wurde im Jahr 1992 von Artur J. Geisler gegründet. Der derzeitige Bundesvorsitzende ist Stephan Baumann. Hauptamtlicher Bundesgeschäftsführer ist Thomas Knieling.
Seinen Hauptsitz hat der VDAB in Essen. Er untergliedert sich in zwölf rechtlich eigenständige eingetragene Vereine, den Bundesverband und elf Landesverbände. Darüber hinaus unterhält der VDAB ein Hauptstadtbüro in Berlin. Weiterhin betreibt der VDAB eine eigene Altenpflegeschule, in der mehr als 1.000 Pflegefachkräfte pro Jahr ausgebildet werden.